# Förankringseffekt
Förankring är en kognitiv bias som beskriver den utbredda tendensen att förlita sig i alltför hög grad på den första informationen som erbjuds ("ankaret") när man fattar beslut. Den första informationen påverkar inte bara det första beslutet utan även senare beslut. När ett ankare väl har fastnat kommer senare bedömningar att göras genom justeringar från detta ankare, och det finns även en tendens att tolka annan information i ljuset av ankaret. Till exempel kommer öppningspriset som erbjuds för en begagnad bil att sätta nivån för efterföljande förhandlingar, så att priser lägre än öppningspriset verkar rimligare även om de är mycket högre än vad bilen egentligen är värd.
I en studie av Dan Ariely fick deltagarna först skriva ner de två sista siffrorna i sina personnummer och fundera på om de skulle betala detta antal dollar för föremål vars värde de inte kände till, som exempelvis vin, choklad eller datorutrustning. Efter det bads de att ge bud på dessa föremål, med resultatet att de som hade ett högre tvåsiffrigt tal gav bud som var mellan 60 och 120 procent högre än de som hade ett lägre tvåsiffrigt tal, som nu hade blivit deras ankare. 
Ankarindex är ett mått på denna effekt. I ett experiment fick ett antal besökare på San Francisco Exploratorium svara på frågor om hur höga amerikanska sekvojaträd kunde bli:
Är det högsta trädet högre eller lägre än 366 meter?
Hur högt tror du att det högsta trädet är?
En annan grupp fick samma frågor fast med ankarvärdet 55 meter i stället för 366 meter - en skillnaden på 311 meter. Grupperna svarade i genomsnitt 86 respektive 257 meter - en skillnad på 171 meter. Ankarindex är skillnaden i uppskattning delat med ankarskillnaden, i detta fall 171/311, eller cirka 55%. Detta värde på ankarindex är normalt och ligger nära många andra exempel.
Ett ankarindex på 100% innebär alltså att man följer ankaret slaviskt, medan ett ankarindex på 0% betyder att man inte påverkas av ankaret.